# 거동범
거동범(擧動犯)이란 결과의 발생을 요하지 아니하고 일정한 행위만 전개되면 이미 구성요건이 충족되는 범죄를 말한다. 형식범이라고도 불린다. 거동범의 경우 미수가 성립할 여지가 없으나 예외적으로 한국 형법은 퇴거불응죄, 집합명령위반죄의 처벌범규정은 두고 있다. 다수설은 결과의 발생을 필요로 하지 않아 미수를 인정할 수 없다.

## 예
- 주거침입죄
- 퇴거불응죄
- 다중불해산죄
- 아편흡식기소지죄
- 무고죄
- 위증죄
- 폭행죄
- 명예훼손죄

## 참고 문헌
- 손동권, 『체계적 형법연습』, 율곡출판사, 2005. (ISBN 8985177915)